# Castropignano
Castropignano là một đô thị ở tỉnh Campobasso trong vùng Molise thuộc nước Ý, có vị trí cách khoảng 10 km về phía tây bắc của Campobasso. Tại thời điểm ngày 31 tháng 12 năm 2004, đô thị này có dân số 1.107 người và diện tích là 27,0 km².
Castropignano giáp các đô thị: Busso, Campobasso, Casalciprano, Fossalto, Limosano, Oratino, Ripalimosani, Torella del Sannio.